# Final Stab
Final Stab – amerykański horror filmowy z 2001 roku. Film został bezpośrednio wypuszczony na rynek wideo, był także prezentowany jako Krzyk 4, jednak kontynuacją Krzyku nie jest.

## Zarys fabularny
Siostra Angeli, chcąc wziąć odwet na swojej siostrze, zaprasza ją i jej przyjaciół na tajemniczą farmę, by wzięli udział w morderczej zabawie z nożami i sztuczną krwią, ale ani Angela ani jej chłopak Charlie nie wiedzą, że to tylko zabawa. Wkrótce jednak niewinna i udawana gra nabiera prawdziwego odcienia.
Źródło: Filmweb

## Obsada
- Melissa Renée Martin – Angela
- Jamie Gannon – Charlie
- Erinn Hayes – Kristin (w czołówce jako Erinn Carter)
- Laila Reece Landon – Julie
- Bradley Stryker – Patrick
- Chris Boyd – Doug
- Forrest Cochran – Brett
- Michael Lutz – Steve
- Brannon Gould – Cosmo